# Blanktjärnen (Vilhelmina socken, Lappland)
Blanktjärnen är en sjö i Vilhelmina kommun i Lappland och ingår i Ångermanälvens huvudavrinningsområde. Blanktjärnen ligger i Marsfjället Natura 2000-område.